# Karottensalat

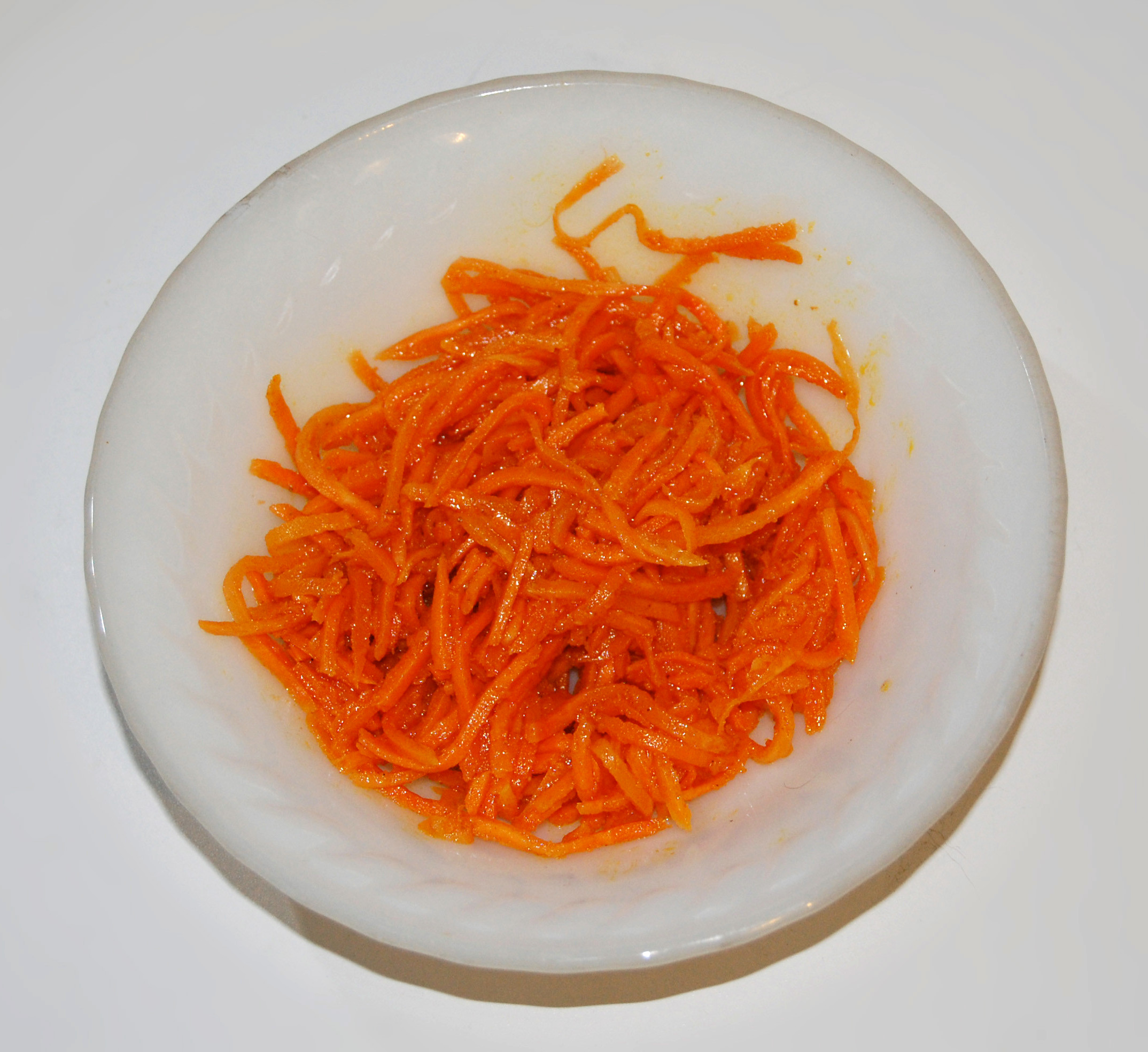
Koreanischer Karottensalat

Karottensalat (auch Möhrensalat oder Gelbe-Rüben-Salat) ist ein Gemüsesalat aus Wurzeln der Karotte.
Das Wurzelgemüse wird geputzt und gewaschen, dann sehr fein geraspelt und mit Essig, Zitronensaft, Zucker und Salz einige Zeit mariniert. Vor dem Servieren wird mit Speiseöl beträufelt. Beliebige Abwandlungen sind durch Zugabe verschiedener Zutaten möglich, wie beispielsweise Apfel-Karottensalat. In der marokkanischen und der jüdischen Küche wird der Salat aus rohen Karotten mit Orangensaft und Rosinen zubereitet, sowie mit Kreuzkümmel und Honig gewürzt. Eine andere Art ist mit Stückchen von geschälten Orangen und Zwiebelringen, in einer Zitronen-Vinaigrette.